# 小禿鷹 (漫畫)

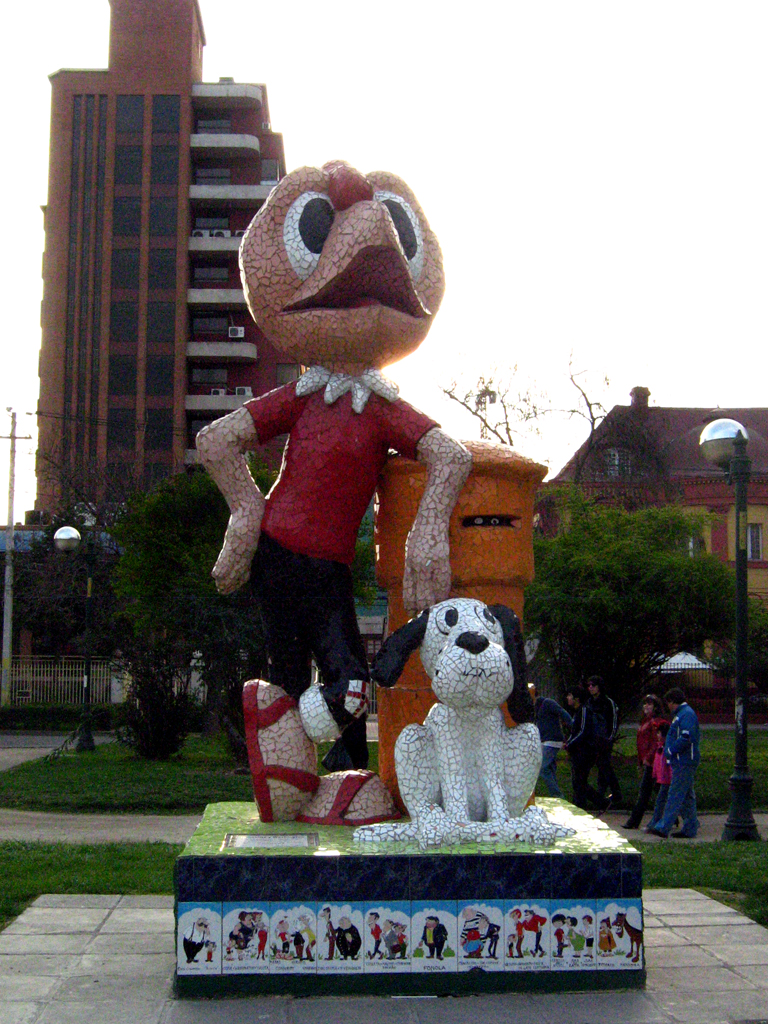
智利聖地亞哥的小禿鷹雕像

小禿鷹（西班牙語：Condorito）是智利漫畫家雷內·里奧斯（René Ríos，又名"Pepo"）所創作的漫畫系列。主角Condorito是一隻擬人化的安第斯秃鹰，懶散且沒有野心，但也善良、忠誠、友好和聰明。牠住在一個名為Pelotillehue的虛構小鎮（概念為一個典型的智利小鎮）。儘管漫畫起源於智利，但在整個拉丁美洲都非常受歡迎，這個角色被認為是一般流行文化的一部分。

## 衍生作品
為紀念漫畫發行66週年，動畫電影改編版於2017年10月12日在拉丁美洲上映。

## 外部連結
- 西班牙語官網 （页面存档备份，存于）
- 美國官網